# Cumbre Nueva
La Cumbre Nueva es un macizo volcánico-montañoso situado en la isla canaria de La Palma (Canarias), que tiene forma de aguda arista que en dirección norte-sur une la Cumbre de los Andenes con la Cumbre Vieja; y se encuentra actualmente extinto.
A pesar del nombre, esta formación es más antigua que la Cumbre Vieja. La vertiente occidental es un inmenso murallón que se formó por el proceso erosivo del edificio pre-caldera. La vertiente oriental tiene una menor pendiente que la occidental, con lomos separados por barranco. 
La altura de la cumbre hace que el mar de nubes sobrepase la cordillera precipitándose en cascada por la vertiente occidental y amoldándose a la forma del terreno, dando lugar a un curioso fenómeno.
La altura máxima se ubica en torno a La Cumbrecita.